# Cléo Ventura
Cleusa Terezinha Ventura, mais conhecida como Cléo Ventura (Santa Cruz do Rio Pardo, 4 de janeiro de 1949) é uma atriz, artista e empresária brasileira.

## Biografia
Cléo Ventura nasceu em Santa Cruz do Rio Pardo, filha de Paulina Scarpin e de Acácio Ventura. Cléo formou-se na Escola da Arte Dramática da Universidade de São Paulo (USP) em 1969. Além disso, também estudou desenho e escultura.
Escreve desde seus 14 anos, com uma produção de aproximadamente mil poesias. Em 1972 estreou na televisão na novela O Leopardo, escrita por Ivani Ribeiro, na RecordTV. No SBT atuou em diversas produções como Razão de Viver, Pérola Negra, Seus Olhos, Uma Rosa com Amor e Cúmplices de um Resgate.
Em 1979, viveu Laura, na telenovela Como Salvar Meu Casamento, fazendo par amoroso com Walmor Chagas.
Juntamente com Annamaria Dias, criou uma empresa de comunicação diferenciada, em 1990, para atender o mundo corporativo. A empresa chamava-se VTEATRO e, posteriormente, com a saída de Annamaria (para atender compromissos pessoais) passou a chamar-se Cléo Ventura Comunicação e Arte. Durante 20 anos de atividade, montou dezenas de espetáculos para treinamentos, lançamentos de produtos, convenções, feiras e todo tipo de evento empresarial. Com uma carta de clientes de primeira linha (Bradesco, Avon, Itaú, Natura, Grupo Pão de Açúcar, Basf e outros). Por meio disso, conquistou diversos prêmios no mundo empresarial.
Em 2017 atuou na peça teatral Angel dirigida por Eduardo Martini. Em 2018 atuou junto com Ary Fontoura na peça Num Lago Dourado, de Ernest Thompson. Fontoura recebeu a indicação ao Prêmio Shell de melhor ator.
É mãe de Viviane Brafmann, vencedora da primeira edição de O Aprendiz.

## Carreira

### Televisão
| Ano       | Título                     | Personagem       |
| --------- | -------------------------- | ---------------- |
| 2015-2016 | Cúmplices de um Resgate    | Aurora Meneses   |
| 2010      | Uma Rosa com Amor          | Marta            |
| 2009      | Viver a Vida               | Margot           |
| 2008      | Água na Boca               | Dra. Cláudia     |
| 2004      | Seus Olhos                 | Iara             |
| 2001      | Amor e Ódio                | Berenice Castro  |
| 2001      | Roda da Vida               | Cibele           |
| 1998      | Pérola Negra               | Renata           |
| 1998      | Você Decide                | (3 episódios)    |
| 1997      | Por Amor e Ódio            | Suzana Saragossa |
| 1996      | Razão de Viver             | Arlene           |
| 1996      | O Campeão                  | Adalgisa         |
| 1990      | Rosa dos Rumos             | Dona Branca      |
| 1980      | Como Salvar meu Casamento  | Laura            |
| 1973      | Vidas Marcadas             | Dulce            |
| 1972      | Venha Ver o Sol na Estrada | Raquel           |
| 1970      | O Leopardo                 | Cintia           |

### Cinema
| Ano  | Título              | Personagem       |
| ---- | ------------------- | ---------------- |
| 2017 | História & Estórias | Mariquinha Cunha |
| 1998 | Contos de Lygia     | —                |
| 1970 | Audácia             | Regina           |

### Teatro[9]
- 2018 - Num Lago Dourado
- 2017 e 2019 - Angel
- 2006 - Operação Abafa
- 2006 - Minha Vida de Solteiro
- 1997 - Quero Voltar pra Casa
- 1992/1994 - Laços Eternos
- 1988 - Cara e Coroa
- 1987 - Romaria
- 1986 - Grita Paixão
- 1986 - Halloween, o Dia das Bruxas
- 1984 - Não Explica Que Complica
- 1979 - Sinal de Vida
- 1978 - Gata em Teto de Zinco Quente
- 1977 - Como Arranjar Marido
- 1977 - A Dama do Camarote
- 1975 - Salva
- 1975 - A feira do adultério
- 1972/1973 - Um Edifício Chamado 200
- 1971/1972 - Um Violinista no Telhado
- 1971 - O Apocalipse ou o Capeta de Caruaru
- 1969 -  Hair[1]
- 1969 -  Exercícios Americanos
- 1968 - O Rato no Muro
- 1967 - Pedro Pedreiro